# Palača Vanoli, Trst
Palača Vanoli je ena od zgradb, ki obkrožajo Trg Unità v Trstu. Gledano iz obale, je to osrednje poslopje na desni. Imenuje se po Pietru Vanoliju, ki je v začetku dvajsetega stoletja palačo obnovil in dal vanjo napeljati elektriko.
Palačo Vanoli sta postavila leta 1873 E. Geiringer in G. Righetti za zavarovalno družbo Assicurazioni Generali, ki je njej uredila hotel Duchi d'Aosta. Najstarejši predhodnik hotela ima še latinsko ime (Hospitium Magnum = Veliko Prenočišče), saj sega v 13. stoletje. Pozneje se je po združitvi z drugim gostinskim obratom preimenoval v Locanda Grande (Veliko Gostišče), in postal dejansko največji hotel tistega časa v Trstu. Stal je na obali mestnega pristanišča, na drugi strani današnjega trga, in je bil občinska last. V 17. stoletju zasledimo v imenih obiskovalcev več kronanih glav, pa tudi osebnosti iz vseh področij kulture in politike. Kljub temu pa, po poročanju zgodovinarjev, hotel ni bil razkošen, večkrat celo niti dovolj primeren za visoke osebnosti. Tako je, na primer, general Solignac še leta 1805 izjavil upravitelju, da bi ga moral ukleniti, ker mu je dal na razpolago bivališče, ki pač ni primerno za francoskega generala. 
Med splošno prenovitvijo Velikega Trga v 19. stoletju je bilo hotelsko poslopje porušeno in na novo sezidano na današnji lokaciji. Hotelsko podjetje samo je prešlo v last zasebnika in prestopilo v visoko kategorijo. Leta 1908 je dobilo novo ime, Hotel Vanoli. Po drugi svetovni vojni je bilo poslopje popolnoma prenovljeno in obrat preimenovan v Grand Hotel Duchi d'Aosta. Od tedaj se vrstijo razni lastniki, v glavnem veliki trusti hotelirstva.
Pred nedavnim so skušali mestni politiki odvzeti palačo gostincem in jo uporabiti za potrebe občine, toda Assicurazioni Generali, ki so še vedno lastniki stavbe, niso dovolili, da bi se ukinila zgodovinska tradicija hotela.